# Metallenguatge
Dins l'entorn de la lògica i filosofia del llenguatge, un metallenguatge és un llenguatge que s'usa per parlar sobre un altre llenguatge. Al llenguatge sobre el qual s'està parlant se l'anomena el llenguatge objecte. El metallenguatge pot ser idèntic al llenguatge objecte, per exemple quan es parla sobre el català usant el català mateix. Un metallenguatge al mateix temps pot ser el llenguatge objecte d'un altre metallenguatge d'ordre superior, i així successivament. Diferents metallenguatges poden parlar sobre diferents aspectes d'un mateix llenguatge objecte.
La distinció entre llenguatge objecte i metallenguatge va ser introduïda per Alfred Tarski com una solució a les paradoxes semàntiques com la paradoxa del mentider. Segons Tarski, cap llenguatge pot contenir el seu propi predicat de veritat i romandre consistent. Per parlar sobre la veritat en un llenguatge, i no generar contradiccions, cal fer-ho des d'un llenguatge diferent, amb més poder expressiu: el metallenguatge.
Els models formals de sintaxi per a la descripció de la gramàtica, com per exemple, la gramàtica generativa, són tipus de metallenguatge.
En un aspecte més general, pot referir-se a qualsevol terminologia o llenguatge usat per parlar amb referència al mateix llenguatge. Per exemple, un text en gramàtica o una discussió sobre l'ús del llenguatge.

## L'ús de metallenguatges
En multitud d'ocasions utilitzem aquest recurs amb el qual, si no se n'és conscient, es poden cometre errors d'interpretació.
Ja en la gramàtica es distingeix entre ús i menció.
Bisil·làbica, és tota aquella paraula que té dues síl·labes.
Però 'bisil·làbica' no és bisil·làbica. On 'bisil·làbica' es refereix a la paraula en si, no al seu significat objecte és a dir a 'una paraula bisil·làbica'.
Tot llenguatge té un objecte al qual es dirigeix. És el "llenguatge-objecte".
Tot llenguatge que tingui per objecte un llenguatge és un "metallenguatge", que al mateix temps pot ser llenguatge objecte d'un altre metallenguatge d'ordre superior, i així successivament.
Considerem les diferents referències de la frase següent: "l'Antoni diu que en Lluís va dir que na Maria Lluïsa va dir que ......"
"l'Antoni va dir que ahir va anar al cinema". Observem que aquesta afirmació no ens dona informació sobre si l'Antoni va ser o no va ser ahir al cinema.
No tenir en compte aquesta distinció entre llenguatge-objecte que parla de la realitat del fet: "l'Antoni va dir" i el llenguatge (metallenguatge) sobre el que va dir l'Antoni: "que ahir va anar al cinema" es presta a confusions interpretatives.

## Els metallenguatges i la ciència
En el llenguatge científic aquesta distinció és de molta importància.
La teoria dels nivells de llenguatge va ser establerta per Bertrand Russell en la seva introducció al Tractatus Logico-Philosophicus de Wittgenstein. Russell que havia elaborat la teoria dels tipus a fi de resoldre algunes paradoxes lògiques, estableix que "cada llenguatge té una estructura pròpia respecte a la qual res no pot enunciar en el mateix llenguatge, però pot haver un altre llenguatge que tracti de l'estructura del primer llenguatge, sense haver límits en aquesta jerarquia de llenguatges ".
La distinció formal entre llenguatge objecte i metallenguatge va ser introduïda per Alfred Tarski com una solució a les paradoxes semàntiques com la paradoxa del mentider. Segons Tarski, cap llenguatge pot contenir el seu propi predicat de veritat i romandre consistent. Per parlar sobre la veritat en un llenguatge, i no generar contradiccions, cal fer-ho des d'un llenguatge diferent, amb més poder expressiu: el metallenguatge.
Així es resol la clàssica paradoxa del mentider. L'expressió gramaticalment correcta: "Epimènides el cretenc diu que tots els cretencs són mentiders", no pot tenir, ni té valor de veritat. Però el seu sentit de veritat apareix clarament quan distingim dos nivells de llenguatge. “Epimènides el cretenc diu: «Tots els cretencs són mentiders»”.

### Els llenguatges formalitzats i la construcció de models
Però és d'especial rellevància l'estudi del metallenguatge des del punt de vista de la seva "estructura formal" o "sintàctica", cosa que dona lloc als llenguatges formals lògic-matemàtics.
Quan construïm un llenguatge formal, amb uns símbols i unes estructures sintàctiques perfectament determinades per les regles de construcció de fórmules, podem així mateix utilitzar variables d'ordre superior per referir-nos al llenguatge formal establert.
Tal procediment passa en la regla de substitució del càlcul, quan substituïm una expressió per una metavariable.
Així s'expressen, per exemple, les regles del càlcul amb metavariables substituïbles per qualsevol expressió ben formada del llenguatge.
Per exemple l'expressió
[(A → B)∧A] → B pot considerar metallenguatge fa a l'expressió
[[(P/q) → (r∨s)]∧(p/q)] → (r ∨s), on A = (p/q) i B = (r ∨s).
Al seu torn p, q, r, i s, pot simbolitzar qualsevol proposició del llenguatge ordinari. Quan a aquestes variables els donem un contingut semàntic, construïm un model sobre la base d'un càlcul lògic-matemàtic.
Igualment en aritmètica fem servir símbols, 0,1,2,3,4,5,6,7,8,9 que poden representar cada un, "una quantitat d'objectes, o de mesura". Al seu torn, en àlgebra simbolitzem aquests nombres mitjançant lletres, variables o constants, que poden substituir "quantitats d'objectes, o de mesures", sempre que les regles de formació d'expressions mitjançant relacions sintàctiques,+, -, x,/, etc. estiguin perfectament definides.
Quan en un càlcul C, s'estableix una "correspondència" de cada símbol amb elements determinats individuals distingibles entre si, d'un Univers L, real (tal univers L no és un conjunt buit, per les mateixes condicions que hem establert) LLAVORS es diu que L és un MODEL de C.
1. |Align = right border = 2; style = "width: 450px"

| Exemple de veritats el referent és un llenguatge, no la realitat 
La veritat que Antonio hagi anat al cinema ahir no depèn del que va dir, sinó del "fet" d'experiència que hi hagi anat o no hagi anat al cinema ahir.
Les conclusions dels meteoròlegs fallen amb facilitat en les seves previsions perquè les seves conclusions són sobre uns models científics molt sofisticats, sí, però que no cobreixen ni de bon tros totes les variables del que és la realitat que parla per si mateixa.
|}
La construcció de models és un instrument fonamental en la investigació científica. Però les veritats obtingudes sobre el model no han de  sempre  respondre a la realitat. Sovint es confonen les veritats obtingudes segons el model amb la veritat de la realitat.
Però les veritats obtingudes del model tenen com a "referent objecte" el llenguatge formal utilitzat, (generalment representant una formalització respecte a una teoria) i, per tant, aquestes veritats són un metallenguatge que parla sobre la teoria (conseqüències d'ella) no de la realitat. La realitat parlarà només mitjançant l'experimentació.
No tenir en compte aquest detall porta a vegades a afirmar com veritats reals el que únicament són veritats obtingudes  "segons model» , el que molts mitjans, i no sempre desinteressadament o per error, les divulguen com si fossin ja veritats científiques consolidades.